# Rivière du Pérou
La rivière du Pérou est un cours d'eau de Guadeloupe prenant source dans le parc national de la Guadeloupe et se jetant dans la Grande Rivière de  la Capesterre.

## Géographie
Longue de 12,93 km, la rivière du Pérou prend sa source sur les pentes de la montagne de la Capesterre – au lieu-dit du Bassin du Pérou –, traverse la commune de Capesterre-Belle-Eau sur Basse-Terre et se jette dans la Grande Rivière de la Capesterre, juste au nord du bourg de Capesterre-Belle-Eau.
À l'embouchure de la rivière se trouvent des roches gravées.